# 大和市立引地台小学校
大和市立引地台小学校（やまとしりつ ひきじだいしょうがっこう）は、神奈川県大和市草柳にある市立小学校。

## 沿革
- 1984年
  - 4月1日:大和市立柳橋小学校区再編により新設開校。
  - 4月4日:開校式挙行。
  - 4月5日:最初の始業式と第1回入学式挙行。最初の新入生は127名。
  - 6月20日:全校にカラーテレビ設置。
  - 7月25日:プール完成。
  - 8月21日:体育倉庫設置。
- 1985年
  - 1月21日:校章制定。
  - 6月20日:校歌発表会（開校記念日となる）。
- 1997年11月28日:パソコン教室整備工事完了。
- 1998年2月2日:プール塗装工事完了。
- 2002年2月:校内LAN完成。
- 2007年4月:「障害児学級」を「特別支援学級」と改める。
- 2011年1月:全普通教室電子黒板設置。

## 進学先
- 大和市立引地台中学校

## 教育方針
豊かな人間性を持ち、よりよく生きる子

## 交通
- 小田急江ノ島線・相鉄本線 大和駅より徒歩16分
- 神奈中バス間17系統「草柳三丁目」下車1分
- 大和市コミュニティバス「日飛入口」下車1分

## 周辺施設
- 大和駅